# Мі-9

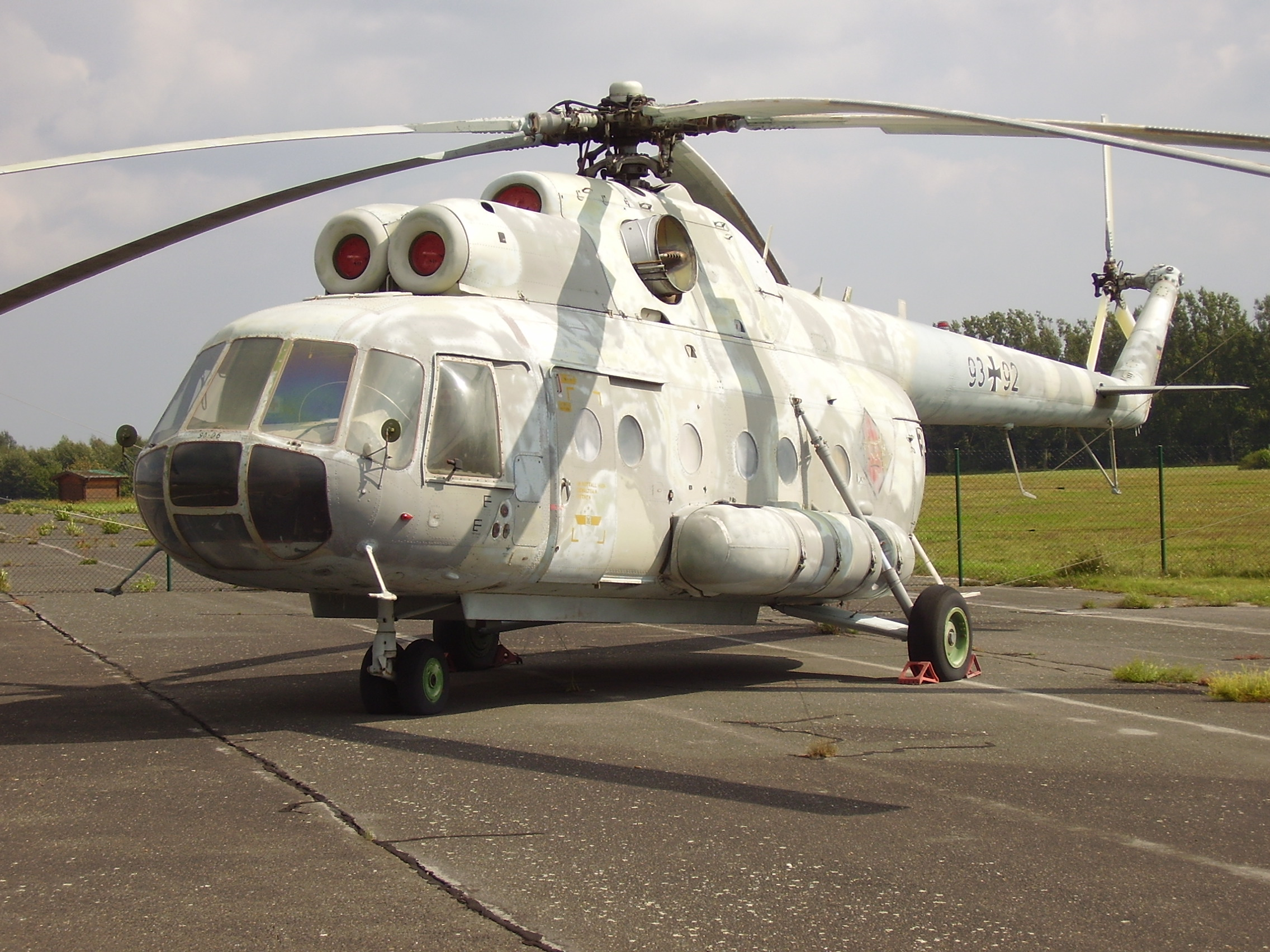
Мі-9

Мі-9 — повітряний командний пункт для командирів дивізій, серійна модифікація гелікоптера Мі-8ВКП.

## Історія проекту
Перші Мі-8ВКП обладнали на початку 70-х рр. самі військові з урахуванням досвіду експлуатації апаратів Мі-4 аналогічного призначення.
Гелікоптери також іменувалися іноді Мі-8ВзПУ — повітряними пунктами управління. Перша ж серійна модифікація, створена на МВЗ, — командний пункт Мі-9 (Мі-8ІВ) — з'явилася в 1977 р.

## Конструкція
Конструкція Мі-9 аналогічна базовому гелікоптеру Мі-8.
Гелікоптер оснащувався комплексом засобів зв'язку, що включав спеціальну систему радіостанцій і радіоретранслятор, і призначався для командирів мотострілецьких (танкових) і авіаційних дивізій. Модернізація Мі-8МТ послужила базою для розробки в 1987 р. нових модифікацій повітряних пунктів управління Мі-19 для командирів мотострілецьких і танкових дивізій і Мі-19Р для командирів ракетних дивізій.
Ці машини, що складали основу мобільних командних пунктів з'єднань і військових з'єднань.
На нижній поверхні фюзеляжу Мі-9 розташовувалися чотири антени радіостанцій, встановлених на борту.
Задній відсік і хвостова балка Мі-9 були аналогічні Мі-8П, тобто пасажирському варіанту гелікоптера. Задній відсік має укорочені стулки. У задній частині стулок виконаний отвір для проходу в салон, закритий дверима. Двері складалася з стулки (зверху) і трапа (знизу). На хвостовій балці і стулках заднього відсіку були встановлені 3 антени.
На бортах Мі-9 розташовувалися закриті опуклими кришками виводи кабелів радіостанцій. Вони використовувалися для розгортання наземного командного пункту.
Частина вертольотів Мі-9 на авіаремонтних заводах обладнувалася блоками викиду пасивних перешкод АСО-2В, які монтувалися в задній частині фюзеляжу.
На нижній поверхні хвостової балки над дверима заднього відсіку на вертольотах Мі-8ВзПУ (Мі-9) встановлювалася фара.
Всі вертольоти Мі-9 (Мі-8ВзПУ) були створені на базі вертольота Мі-8Т і мали силову установку, що складається з двох двигунів ТВ2-117. При цьому допоміжна силова установка АІ-9В була відсутня.
Випускався в 1977—1987 роках.